# Thinking Out Loud
"Thinking Out Loud" là bài hát của ca sĩ-người viết bài hát người Anh Ed Sheeran nằm trong album phòng thu thứ hai của anh mang tên x. Bài hát do Sheeran và Amy Wadge sáng tác và được sản xuất bởi Jake Gosling. Bài hát được phát hành tại Hoa Kỳ vào ngày 24 tháng 9 năm 2014, và là đĩa đơn thứ ba trong album.
Tại Vương quốc Anh, bài hát có 19 tuần nằm trong top 40 trước khi vươn lên vị trí số một vào đầu tháng 11 năm 2014, trỏ thành đĩa đơn quán quân thứ hai của Sheeran tại Anh. Đĩa đơn cũng đạt vị trí đầu bảng ở Úc, Ireland, New Zealand, Đan Mạch, Hà Lan, Slovakia và Nam Phi, đồng thời trở thành đĩa đơn xếp hạng cao nhất của Sheeran tại Bắc Mỹ với cùng vị trí thứ 2 trên Billboard Hot 100 của Mỹ và Hot 100 của Canada cho tới khi "Shape of You" có được vị trí số một ở cả hai quốc gia trên vào tháng 1 năm 2017.
Vào tháng 6 năm 2015, "Thinking Out Loud" trở thành đĩa đơn đầu tiên có trọn một năm năm trong top 40 tại Anh. Vào tháng 9 năm 2015, bài hát trở thành đĩa đơn thứ bảy đạt được ba đĩa bạch kim tại Anh Quốc trong thế kỷ 21. Vào tháng 10 năm 2015, "Thinking Out Loud" trở thành bài hát đầu tiên được nghe hơn 500 triệu lần trên Spotify, đồng thời là một trong những ca khúc được nghe nhiều nhất tại Anh Quốc. Video âm nhạc của bài hát trên YouTube đạt được trên 1,7 tỉ lượt xem.
"Thinking Out Loud" nhận ba đề cử cho các hạng mục Thu âm của năm, Bài hát của năm và Trình diễn đơn ca pop xuất sắc nhất tại Giải Grammy lần thứ 58 và giành chiến ở hai giải thứ hai và thứ ba.
Tháng 8 năm 2016, Sheeran bị gia đình của Ed Townsend kiện vì vấn đề bản quyền khi họ khẳng định "Thinking Out Loud" đạo nhạc bài hát "Let's Get It On" của Marvin Gaye.

## Bối cảnh và sáng tác

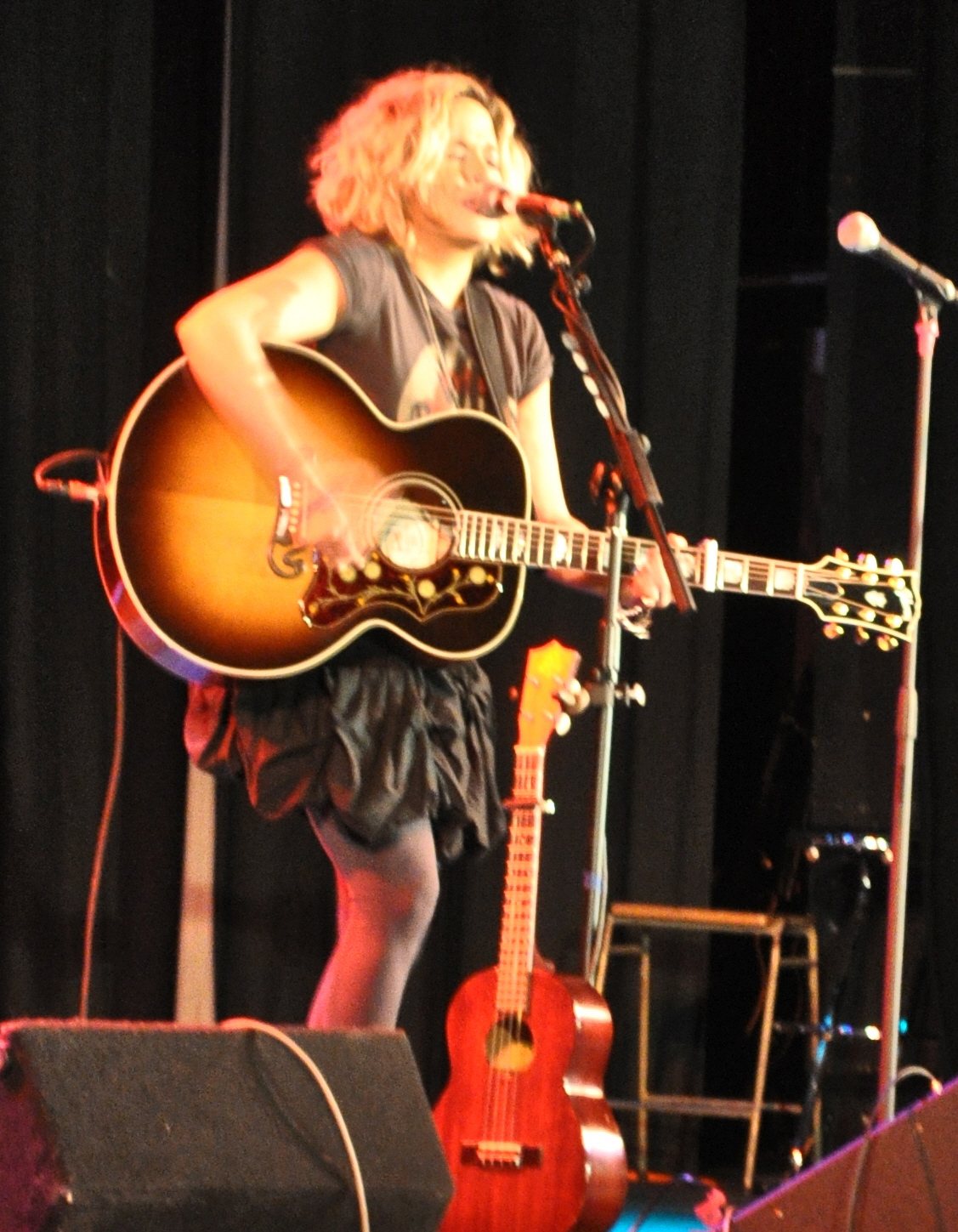
Sheeran sáng tác "Thinking Out Loud" cùng Amy Wadge (ảnh), ca sĩ-người viết bài hát người Anh sống ở Wales.

Sheeran sáng tác "Thinking Out Loud" cùng Amy Wadge, ca sĩ người viết bài hát sống ở Wales. Anh gặp Wadge năm 17 tuổi và kể từ đó họ đã cùng nhau sáng tác nhiều bài hát. Năm bài hát trong số đó được phát hành trong EP Songs I Wrote with Amy mà Sheeran phát hành độc lập vào ngày 4 tháng 4 năm 2010. Wadge cũng đồng sáng tác bài hát "Gold Rush", nằm trong phiên bản deluxe của album Sheeran's debut album, + (2011).
Vào tháng 2 năm 2014, Wadge đến chơi nhà Sheeran khi album x chuẩn bị hoàn thiện. Wadge tiết lộ rằng cô đến không phải để sáng tác bài hát.
Trong lúc Sheeran tắm, Wadge đánh một vài đoạn hợp âm bằng guitar. Giai điệu đó lập tức thu hút sự chú ý của Sheeran và anh chạy xuống nhà. Sheeran tỏ ý đưa giai điệu đó vào sáng tác. Theo lời Sheeran, anh sáng tác giai điệu bằng guitar theo phong cách "cực kỳ giống Van", ý chỉ Van Morrison. Nhạc sĩ người Ireland là nguồn cảm hứng của Sheeran khi còn nhỏ, và Sheeran muốn nắm bắt cảm xúc đó khi anh sáng tác bài hát.
Trong bếp ăn, Sheeran và Wadge bắt đầu viết bài hát từ lúc 2 giờ sáng, và hoàn thành nó trong 20 phút. Theo Wadge, nội dung trữ tình bắt nguồn từ cuộc nói chuyện giữa cô và Sheeran về chủ đề "tình yêu bất diệt", lấy cảm hứng từ những sự kiện liên quan diễn ra thời điểm đó. Sheeran cũng bật mí rằng lời bài hát nguồn cảm hứng cũng đến từ bạn gái của anh khi đó là Athina Andrelos, người Sheeran gặp đầu năm 2014. Sheeran sau đó giải thích rằng anh viết bài hát khi "mối quan hệ đang rất, rất hạnh phúc".
Ngay sau khi viết xong, Sheeran thu âm lại bài hát bằng điện thoại. Anh rất muốn "Thinking Out Loud" có mặt trong album thứ hai. Anh thu âm lại bài hát và ngày hôm sau tại Sticky Studios, và thông báo với Wadge về việc chọn bài hát này cho album. Đây cũng là bài hát cuối cùng được thu cho album. Sheeran cũng tìm kiếm sự giúp đỡ từ phía Jake Gosling, người trước đó sản xuất phần lớn album + cũng như bốn bài hát trong album x.

## Nhạc và lời
"Thinking Out Loud" là một bản ballad trữ tình về tình yêu với ảnh hưởng của nhạc blue-eyed soul. Ed Sheeran miêu tả đây là bài hát thích hợp để bật tại lễ cưới. Về lời bài hát, Eric Clarke, giáo sư âm nhạc của Đại học Oxford cho rằng Sheeran nói về "việc người ta già đi cùng lòng chung thủy và tình yêu trong một ngữ cảnh khá là thông thường".
Bài hát được viết ở khóa rê trưởng với nhịp độ 79 nhịp một phút. Quãng giọng của Ed Sheeran kéo dài từ A2 tới B4. Trong bản mix lại, giọng Sheeran lớn "một cách kỳ lạ" so với tiếng nhạc nền, điều, theo Mike Senior của Sound on Sound, là "hiếm có" trong các bản thu đương đại. Senior phân tích các yếu tố thanh nhạc và nhận thấy, mặc dù một số nốt vượt quá cao độ, "khuôn khổ tổng thể của giọng về căn bản được duy trì ở mức vừa phải".
Các nhà báo đặc biệt chú ý những nét tương đồng của "Thinking Out Loud" và "Let's Get It On", đĩa đơn của Marvin Gaye ra năm 1973. Andrew Unterberger của Spin nhận xét "cấu trúc trầm bốn nốt lên xuống nhẹ nhàng cùng những tiếng trống sắc kiểu soup thập niên 70 hoàn toàn khớp với bản nhạc kinh điển của Gaye, ngoài ra còn cả lời bài hát như muốn nài nỉ sự ôm ấp và cảm giác về khung cảnh phòng ngủ tràn ngập ánh nến nữa". Jason Lipshutz của Billboard gọi đây là "bản update mượt mà" của bản nhạc kinh điển.

## Phát hành và quảng bá
Trước khi ra album, Sheeran hát "Thinking Out Loud" lần đầu vào ngày 24 tháng 5 năm 2014 trong chương trình truyền hình âm nhạc Later... with Jools Holland của Anh. ngay sau đó video âm nhạc cho bài hát "Sing", đĩa đơn chủ đề của album. "Thinking Out Loud" được xem là trái ngược hoàn toàn với "Sing", khi đây là một "ca khúc đậm chất funk/R&B sôi động".
"Thinking Out Loud" có mặt trực tuyến vào ngày 18 tháng 6 năm 2014 dưới dạng tải nhạc "instant grat" cho các khách hàng đặt trước x trên iTunes Store. Bài hát đóng vai trò là đĩa đơn quảng bá của x, và được phát hành hai ngày sau. Trong album, "Thinking Out Loud" là bài hát áp chót, ngay trên "Afire Love".

### Phát hành đĩa đơn
"Thinking Out Loud" ban đầu được phát trên sóng phát thanh tại Úc vào ngày 14 tháng 8 năm 2014 và được phát hành sau đó vào ngày 24 tháng 9. Bài hát trở thành đĩa đơn thứ ba sau "Sing" và "Don't".
Theo lời Sheeran, không một ai trong hãng thu âm của anh muốn phát hành "Thinking Out Loud" làm đĩa đơn, và coi "Photograph" mới là "bài hát quan trọng". "Photograph" đáng ra là đĩa đơn chính, nhưng khi "Thinking Out Loud" nhiều tuần liền có chân trong top 20 UK Singles Chart mà không cần phát trên đài phát thanh, thì hãng đã phải thay đổi quyết định. "Photograph" sau đó trở thành đĩa đơn thư năm và cuối cùng trong album.
Bài hát cũng có mặt trong sự kiện Record Store Day Black Friday 2014 dưới dạng đĩa vinyl 7". Bản thu vinyl bao gồm mặt B với bài hát "I'm A Mess" được biểu diễn trực tại phòng thu Lightship 95.

### Video âm nhạc

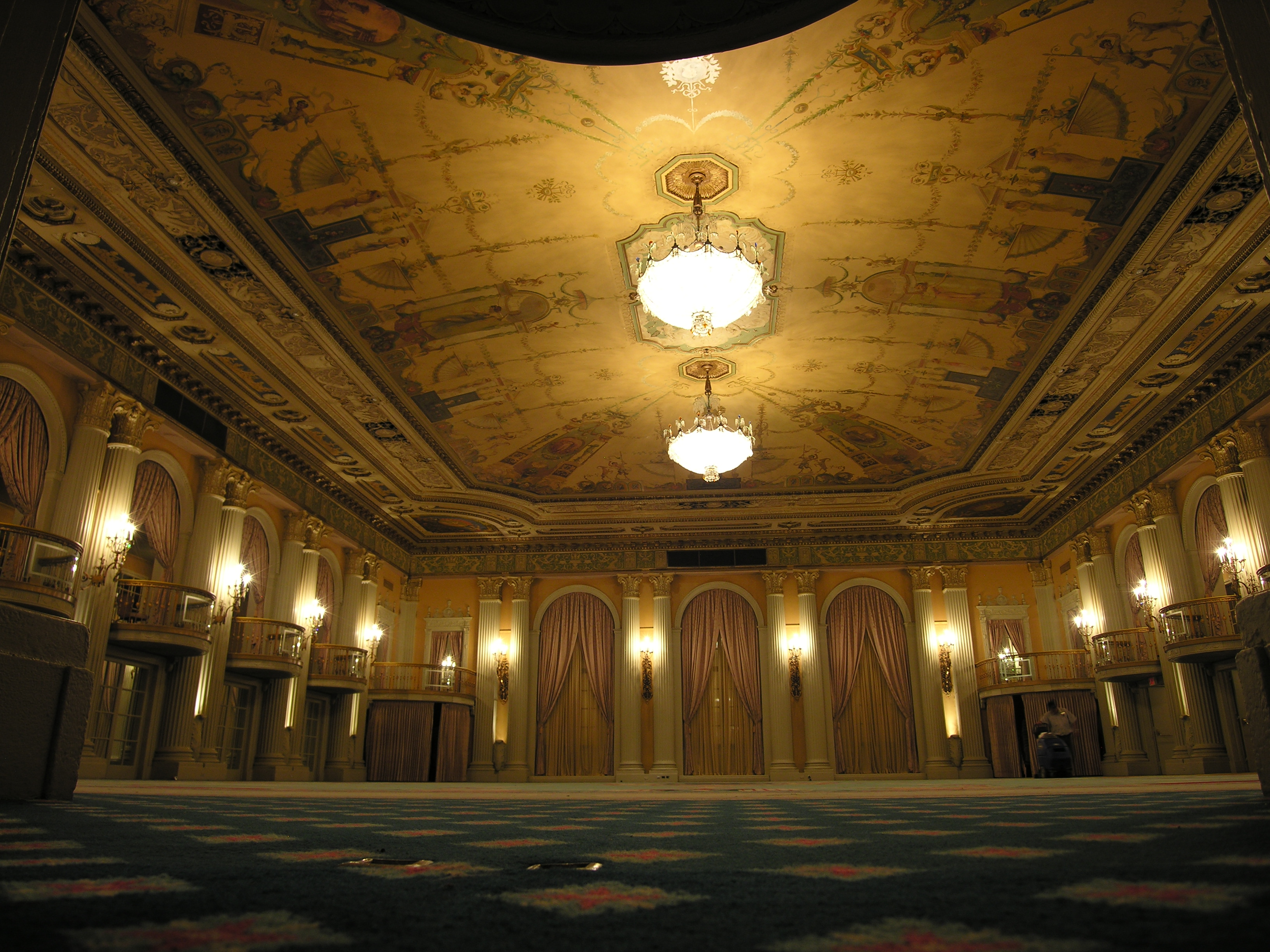
Quá trình quay video diễn ra tại Crystal Ballroom của khách sạn Biltmore, Los Angeles

Emil Nava là đạo diễn của video đi kèm với đĩa đơn. Hầu hết video được quay tại Crystal Ballroom của Khách sạn Millennium Biltmore ở Los Angeles, California, và được quay liên tục bằng một máy quay dùng phim 16 mm.
Không giống những video trước đây của Ed Sheeran khi anh chỉ đóng vai phụ, lần này ảnh trở thành nhân vật chính trong "Thinking Out Loud". Video là màn khiêu vũ của Sheeran và bạn nhảy Brittany Cherry (thí sinh dự So You Think You Can Dance mùa 10), với biên đạo của Nappytabs trợ giúp vũ đạo từ Paul Karmiryan. Trong thời gian lưu diễn, Sheeran từng dành ra năm giờ một ngày trong ba tuần để tập luyện với Cherry.
Video được ra mắt ngày 8 tháng 10 năm 2014 và có trên 2,7 triệu lượt xem trên YouTube trong 24 giờ đầu. Tính tới tháng 8 năm 2017 video hiện có trên 1,7 tỉ lượt xem. và là video nhiều người xem thứ 21 trên trang web này.
Video nhận được 4 đề cử tại Giải Video âm nhạc của MTV 2015 trong đó có Video của năm và Video nam xuất sắc nhất.

### Biểu diễn trực tiếp
Sheeran biểu diễn bài hát vào ngày 26 tháng 10 năm 2014 trong đêm thông báo kết quả thứ ba của chương trình The X Factor UK mùa thứ 11. Anh cũng biểu diễn "Thinking Out Loud" vào ngày 9 tháng 11 năm 2014 tại Giải Âm nhạc châu Âu của MTV 2014. Sheeran cũng thể hiện bài hát với tư cách khách mời tại chung kết The Voice vào ngày 16 tháng 12 năm 2014. Bài hát tiếp tục được Sheeran hát trong chương trình Giáng sinh đặc biệt của The Jonathan Ross Show vào ngày 20 tháng 12 năm 2014. Anh cũng vinh dự được trình diễn bài hát tại lễ trao giải Grammy lần thứ 57 vào ngày 8 tháng 2 năm 2015 cùng John Mayer, Questlove, Adam Blackstone và Herbie Hancock. Sheeran biểu diễn "Thinking Out Loud" vào ngày 13 tháng 4 năm 2015 trong đêm thông báo kết quả của mùa thứ 2 chương trình The X Factor tại New Zealand. Sheeran sau đó cũng thể hiện bài hát hit của anh tại Victoria's Secret Fashion Show 2014.

## Đón nhận

### Ý kiến phê bình
Lauren Murphy của The Irish Times đánh giá "việc đưa vào yếu tố blue-eyed soul" trong bài hát là một điều "thú vị", và nó "giúp năng khiếu về giai điệu của Sheeran không bị biến mất". Jim Beviglia của American Songwriter cho rằng mặc dù "ổn" nhưng "Thinking Out Loud" lại "yếu ớt" nếu so với "những lời bộc bạch táo bạo" mà Sheeran thể hiện ở các ca khúc khác.
Cây bút Allison Stewart của The Washington Post ca ngợi bài hát là "một ứng cử viên rõ ràng cho sự bất tử của các ca khúc đám cưới theo kiểu 'I'll Be'." Jason Lipshutz của Billboard bình luận rằng Sheeran "đã đưa lưỡi dao đầy táo bạo nhắm vào sự lãng mạn vượt qua những giây phút cảm xúc nhất, và kết thúc album bằng một nốt đáng yêu". Jamieson Cox của Time nhận xét rằng "khoảnh khắc vĩ đại không gì sánh bằng nhất của album chính là nấc áp chót của nó", ý chỉ "Thinking Out Loud".

### Diễn biến xếp hạng
"Thinking Out Loud" đạt vị trí quán quân tại nhiều bảng xếp hạng ở châu Âu, châu Úc và Nam Phi, và lọt vào top 10 ở các quốc gia Bắc Mỹ. Vào ngày 29 tháng 6 năm 2014, bài hát xuất phát trên UK Singles Chart ở vị trí thứ 26 sau khi album x ra mắt. Ngày 2 tháng 11 năm 2014, Official Charts Company thông báo "Thinking Out Loud" đã đạt được vị trí số một trên UK Singles Chart trong tuần thứ 19 bài hát có mặt trong top 40, xác lập kỉ lục cho bài hát mất nhiều thời gian nhất để lên tới vị trí quán quân. Tuy nhiên kỉ lục nhanh chóng bị vượt qua bởi nhiều ca khúc khác. Vào ngày 27 tháng 6 năm 2015, bài hát đạt kỉ lục 52 tuần liên tiếp có mặt trong top 40. Vào thời điểm đó đĩa đơn có tổng cộng 1,65 triệu lượt mua và lượt tải; đĩa đơn trở thành một trong 161 đĩa đơn có doanh thu đạt tới hàng triệu và là đĩa đơn bán chạy thứ 26 thậy kỷ 2010 tại Anh Quốc. Vào ngày 18 tháng 9 năm 2015, British Phonographic Industry trao cho đĩa đơn chứng nhận ba bạch kim nhờ tổng doanh số (bao gồm cả điểm stream) 1.800.000 đơn vị.
Trên bảng xếp hạng Billboard Hot 100 của Hoa Kỳ, "Thinking Out Loud" có được cao nhất ở vị trí á quân và là bài hát xếp hạng cao nhất của anh từ trước tới nay, cũng như đĩa đơn đầu tiên sau 11 năm đứng ở vị trí á quân trong 8 tuần liền mà không trở thành quán quân. Bài hát bị ghìm chân ở vị trí số hai bởi ca khúc quán quân "Uptown Funk", mặc dù vậy "Thinking Out Loud" cũng từng soán ngôi của bài hát này trên bảng xếp hạng kĩ thuật số của Billboard. Ngày 21 tháng 2 năm 2015, "Thinking Out Loud" đạt vị trí quán quân trên bảng xếp hạng Billboard Adult Pop Songs, và là bài hát quán quân trên một BXH tại Hoa Kỳ. Ngày 21 tháng 3 năm 2015, "Thinking Out Loud" giữ vị trí đầu bảng trên Billboard Pop Songs, Billboard Adult Pop Songs và Billboard Adult Contemporary, trở thành bài hát thứ tư trong lịch sử dẫn đầu trên cả ba bảng xếp hạng adult cùng một lúc. "Thinking Out Loud" cũng là bài hát thành công nhất của Sheeran tại Hoa Kỳ với doanh số 4.300.000 bản tính tới tháng 7 năm 2015.

### Trên các dịch vụ phát nhạc
Tại Anh, "Thinking Out Loud" trở thành bài hát được stream nhiều nhất trong một tuần vào tháng 12 năm 2014 với 1.638.000 lượt, và sau đó đạt được kỷ lục cá nhân là 1.850.000 lượt stream trong tuần lễ kết thúc ngày 21 tháng 12 năm 2014.
Vào tháng 4 năm 2015, bài hát trở thành bài hát phổ biến nhất dựa trên 2,8 triệu danh sách bài hát trước khi đi ngủ (sleep-themed playlist) của người sử dụng Spotify. Sleep là một trong những thể loại phổ biến nhất mà, theo Spotify, "người ta còn sử dụng để thư giãn và bớt căng thẳng".
Vào tháng 10 năm 2015, "Thinking Out Loud" lập kỷ lục bài hát được stream nhiều nhất trên Spotify khi có tổng cộng trên 500 triệu lượt nghe. Công ty này cũng chỉ ra Đan Mạch là nơi bài hát phổ biến nhất. Bai hát sau đó bị vượt mặt bởi "Lean On" của Major Lazer và DJ Snake hợp tác với MØ.

### Cáo buộc đạo nhạc
Vào ngày 10 tháng 8 năm 2016, báo chí đưa tin gia đình của Ed Townsend, người viết bài hát "Let's Get It On" của Marvin Gaye đang đệ đơn kiện Ed Sheeran khi cho rằng "các thành tố về giai điệu, hòa âm, và nhịp điệu của 'Thinking' giống cách thể hiện trống của 'Let's' một cách căn bản và/hoặc rõ ràng."

## Định dạng và danh sách track
| - Vinyl 7" 1. "Thinking Out Loud" 2. "I'm a Mess" (trực tiếp từ Lightship 95) - Đĩa đơn CD 1. "Thinking Out Loud" 2. "I'm a Mess" (trực tiếp từ Lightship 95) - Tải kĩ thuật số (Remix) 1. "Thinking Out Loud" (Alex Adair Remix) –3:02 | - EP (độc quyền tại Úc) 1. "Thinking Out Loud" 2. "Don't" (Sable Remix) 3. "Sing" (Trippy Turtle Remix) 4. "Thinking Out Loud" (Alex Adair Remix) 5. "Don't" (X Ambassadors Remix) 6. "Sing" (Syn Cole Remix) |

## Xếp hạng
| Bảng xếp hạng (2014–15)                         | Vị trí cao nhất |
| ----------------------------------------------- | --------------- |
| Úc (ARIA)                                       | 1               |
| Áo (Ö3 Austria Top 40)                          | 2               |
| Bỉ (Ultratop 50 Flanders)                       | 6               |
| Bỉ (Ultratop 50 Wallonia)                       | 8               |
| Brasil (Billboard Brasil Hot 100)               | 22              |
| Bulgaria (IFPI)                                 | 2               |
| Canada (Canadian Hot 100)                       | 2               |
| Canada AC (Billboard)                           | 1               |
| Canada CHR/Top 40 (Billboard)                   | 2               |
| Canada Hot AC (Billboard)                       | 1               |
| Cộng hòa Séc (Rádio Top 100)                    | 2               |
| Cộng hòa Séc (Singles Digitál Top 100)          | 2               |
| Đan Mạch (Tracklisten)                          | 1               |
| Euro Digital Songs (Billboard)                  | 1               |
| Phần Lan (Suomen virallinen lista)              | 8               |
| Pháp (SNEP)                                     | 4               |
| Trường songid là BẮT BUỘC CHO BẢNG XẾP HẠNG ĐỨC | 6               |
| Hungary (Single Top 40)                         | 14              |
| Hungary (Stream Top 40)                         | 3               |
| Ấn Độ (Angrezi Top 20)                          | 2               |
| Ireland (IRMA)                                  | 1               |
| Israel (Media Forest)                           | 3               |
| Ý (FIMI)                                        | 3               |
| Liban (The Official Lebanese Top 20)            | 6               |
| México (Monitor Latino)                         | 3               |
| Hà Lan (Dutch Top 40)                           | 1               |
| Hà Lan (Single Top 100)                         | 1               |
| New Zealand (Recorded Music NZ)                 | 1               |
| Na Uy (VG-lista)                                | 4               |
| Ba Lan (Polish Airplay Top 100)                 | 5               |
| Bồ Đào Nha (Billboard)                          | 1               |
| România (Airplay 100)                           | 1               |
| Scotland (OCC)                                  | 1               |
| Slovakia (Rádio Top 100)                        | 1               |
| Slovakia (Singles Digitál Top 100)              | 2               |
| Nam Phi (EMA)                                   | 1               |
| Tây Ban Nha (PROMUSICAE)                        | 2               |
| Thụy Điển (Sverigetopplistan)                   | 2               |
| Thụy Sĩ (Schweizer Hitparade)                   | 3               |
| Anh Quốc (OCC)                                  | 1               |
| Hoa Kỳ Billboard Hot 100                        | 2               |
| Hoa Kỳ Adult Alternative Songs (Billboard)      | 26              |
| Hoa Kỳ Adult Contemporary (Billboard)           | 1               |
| Hoa Kỳ Adult Pop Airplay (Billboard)            | 1               |
| Hoa Kỳ Dance/Mix Show Airplay (Billboard)       | 7               |
| Hoa Kỳ Latin Airplay (Billboard)                | 44              |
| Hoa Kỳ Latin Pop Songs (Billboard)              | 29              |
| Hoa Kỳ Pop Airplay (Billboard)                  | 1               |
| Hoa Kỳ Rhythmic (Billboard)                     | 14              |
| Hoa Kỳ (Monitor Latino)                         | 3               |
| Venezuela Pop Rock General (Record Report)      | 23              |
| Venezuela Top Anglo (Record Report)             | 7               |

| Bảng xếp hạng (2014)                       | Vị trí |
| ------------------------------------------ | ------ |
| Úc (ARIA)                                  | 7      |
| Đức (GfK Entertainment)                    | 100    |
| Ireland (IRMA)                             | 6      |
| Ý (FIMI)                                   | 86     |
| New Zealand (Recorded Music NZ)            | 8      |
| Anh Quốc (Official Charts Company)         | 5      |
| Bảng xếp hạng (2015)                       | Vị trí |
| Úc (ARIA)                                  | 15     |
| Bỉ (Ultratop Flanders)                     | 25     |
| Brasil (Billboard Brasil Hot 100)          | 16     |
| Canada (Canadian Hot 100)                  | 2      |
| Pháp (SNEP)                                | 22     |
| Đức (Official German Charts)               | 43     |
| Israel (Media Forest)                      | 23     |
| Ý (FIMI)                                   | 12     |
| New Zealand (Recorded Music NZ)            | 7      |
| Ba Lan (ZPAV)                              | 30     |
| Anh Quốc Singles (Official Charts Company) | 12     |
| Hoa Kỳ Billboard Hot 100                   | 2      |
| Hoa Kỳ Adult Contemporary (Billboard)      | 1      |
| Hoa Kỳ Adult Top 40 (Billboard)            | 3      |
| Hoa Kỳ Mainstream Top 40 (Billboard)       | 10     |
| Hà Lan (Single Top 100)                    | 88     |
| Bảng xếp hạng (2016)                       | Vị trí |
| Đan Mạch (Tracklisten)                     | 90     |
| Hà Lan (Single Top 100)                    | 88     |

### Bảng xếp hạng mọi thời đại
| Bảng xếp hạng | Vị trí |
| ------------- | ------ |
| Úc (ARIA)     | 7      |

## Chứng nhận
| Quốc gia | Chứng nhận  | Số đơn vị/doanh số chứng nhận |
| --- | ----------- | ----------------------------- |
| Úc (ARIA) | 9× Bạch kim | 630.000‡                      |
| Áo (IFPI Áo) | Vàng        | 15.000*                       |
| Bỉ (BEA) | 2× Bạch kim | 40.000‡                       |
| Canada (Music Canada) | 9× Bạch kim | 0‡                            |
| Đan Mạch (IFPI Đan Mạch) | 4× Bạch kim | 240.000^                      |
| Pháp (SNEP) | Vàng        | 75.000*                       |
| Đức (BVMI) | Bạch kim    | 300.000‡                      |
| Ý (FIMI) | 6× Bạch kim | 300.000‡                      |
| México (AMPROFON) | Bạch kim    | 60.000*                       |
| New Zealand (RMNZ) | 6× Bạch kim | 90.000*                       |
| Tây Ban Nha (PROMUSICAE) | 4× Bạch kim | 160.000‡                      |
| Thụy Điển (GLF) | Bạch kim    | 20.000‡                       |
| Thụy Sĩ (IFPI) | Bạch kim    | 30.000‡                       |
| Anh Quốc (BPI) | 4× Bạch kim | 1.191.000                     |
| Hoa Kỳ (RIAA) | 9× Bạch kim | 9.000.000‡                    |
| Stream |             |                               |
| Đan Mạch (IFPI Đan Mạch) | Vàng        | 1.300.000^                    |
| * Chứng nhận dựa theo doanh số tiêu thụ. ^ Chứng nhận dựa theo doanh số nhập hàng. ‡ Chứng nhận dựa theo doanh số tiêu thụ và phát trực tuyến. |             |                               |